# کریسی مورن
کریسی مورن (انگلیسی: Crissy Moran؛ زادهٔ ۲۲ دسامبر ۱۹۷۵) یک بازیگر فیلم پورنوگرافی اهل ایالات متحده آمریکا است. وی بین سال‌های ۱۹۹۹ تا ۲۰۰۶ میلادی فعالیت می‌کرد.